# 杰拉德·格拉斯
杰拉德·达蒙·格拉斯（英語：Gerald Damon Glass，1967年11月12日—），美国NBA联盟前职业篮球运动员。他在1990年的NBA选秀中第1轮第20顺位被明尼苏达森林狼选中。